# Брестовани
Брестовани (слч. Brestovany) насељено је мјесто са административним статусом сеоске општине (слч. obec) у округу Трнава, у Трнавском крају, Словачка Република.

## Становништво
| Година:    | 1994. | 2004.   | 2014.    | 2024.   |
| ---------- | ----- | ------- | -------- | ------- |
| Број људи: | 1868  | 2015    | 2554     | 2507    |
| Разлика:   |       | +7,86 % | +26,74 % | -1,84 % |

| Година:    | 2023. | 2024.   |
| ---------- | ----- | ------- |
| Број људи: | 2518  | 2507    |
| Разлика:   |       | -0,43 % |

Према подацима о броју становника из 2024. године насеље је имало 2507 становника.